# Huso del sueño

Un huso del sueño y un complejo K.

En el electroencefalograma del sueño, un huso del sueño, también conocido como ritmo sigma, son ondas sinusoidales características de la segunda fase del sueño sin movimientos oculares rápidos. Son generadas en el tálamo y la corteza cerebral.
Se trata de ráfagas de diez a dieciséis Hz, con una duración de entre 0.5 y dos segundos. Se cree que este fenómeno está relacionado con diversas funciones, como la consolidación de la memoria. Por otro lado, se considera que estos husos pueden ayudar a modular la influencia de estímulos externos durante el sueño. Además, se han investigado como potenciales biomarcadores para ciertos trastornos mentales, como la esquizofrenia.